# Climat semiarid
     BSh
     BSk

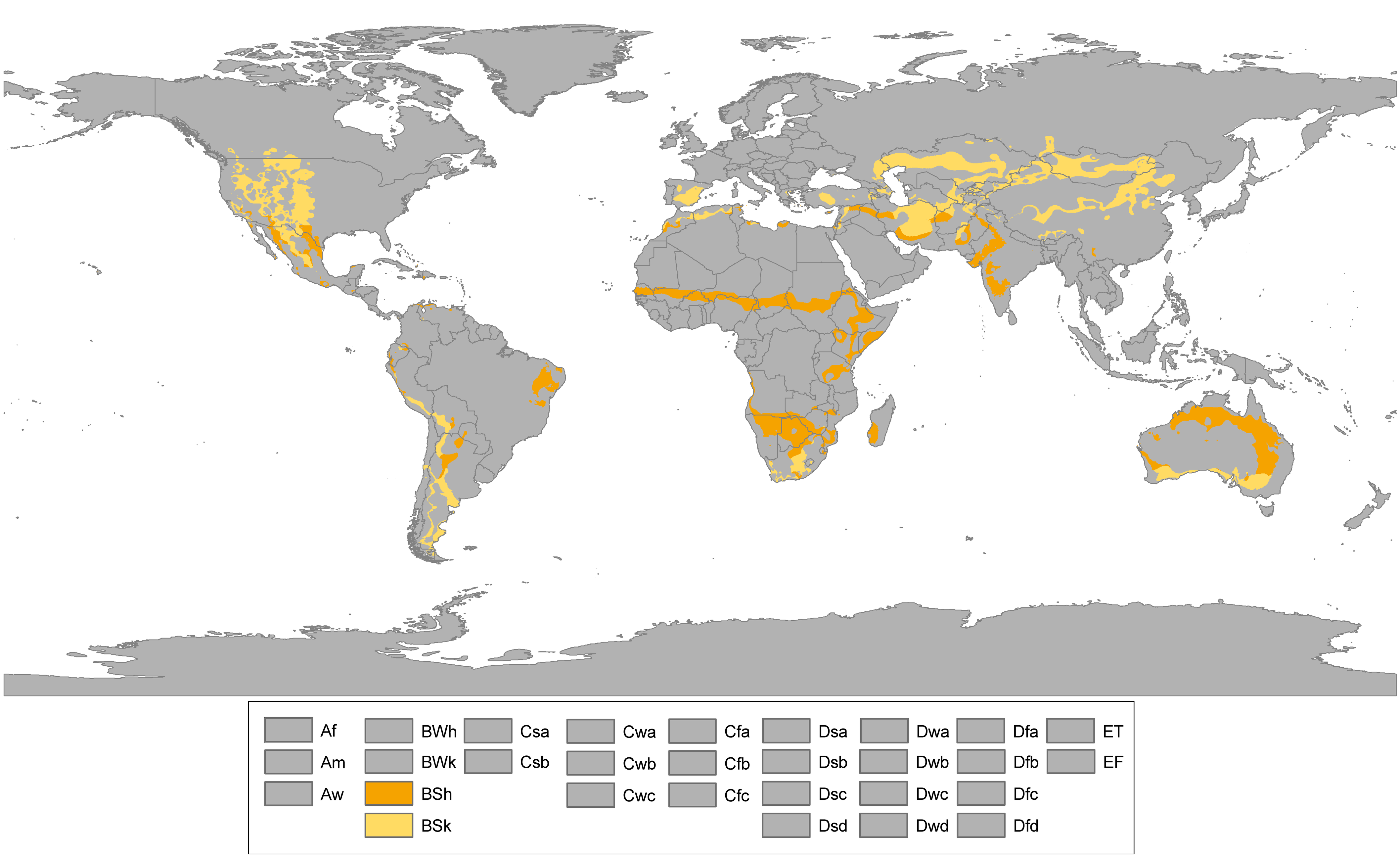
Regiuni ale globului cu climate semiaride
BSh
BSk

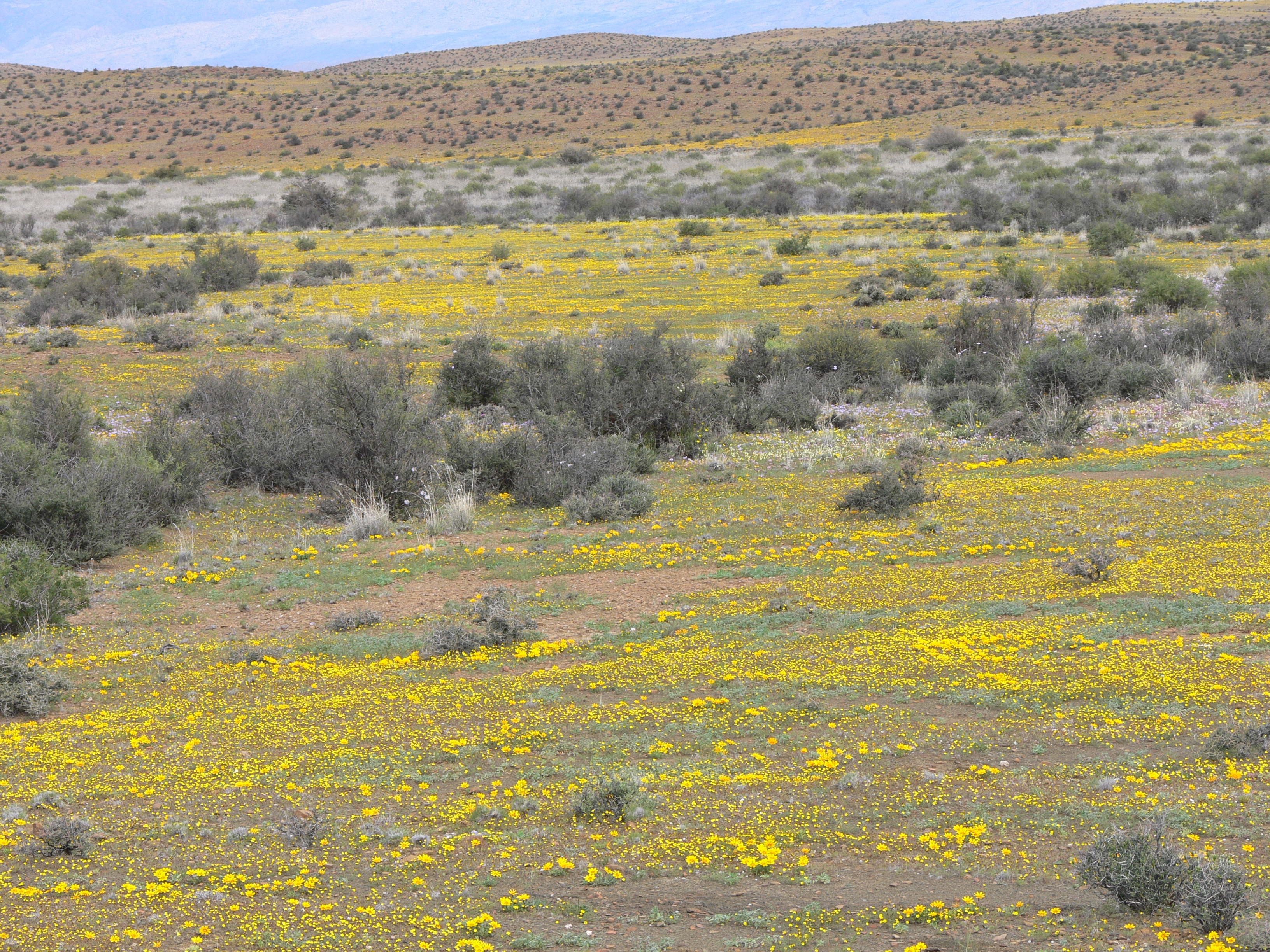
Regiunea semideșertică Karoo din Africa de Sud

Prin climat semiarid, semideșert sau climat de stepă, se înțelege un tip de climat al unei regiuni, care primește precipitații sub limita evapo-transpirației, dar nu este așa de redusă ca aceea a climatului deșertic. În funcție de temperatura medie anuală, fluctuațiile acesteia, și bilanțul precipitațiilor, pot exista diverse tipuri de climate semiaride, care determină diferite biomuri.

## Definirea atributelor climatelor semiaride
O definție mai precisă este dată de clasificarea Köppen, care trateză climatele de stepă (BSk și BSh) ca intermediare între climatul de tip deșertic (Desert climate și BW) și climatele umede din categoria celor temperate, cu posibilități de practicare a agriculturii.
Climatele semiaride au tendința de a întreține mai ales vegetația de tip tufiș, de înălțime mică, rezistentă la lipsa neregulată de apă, ierburile și arbuștii fiind tipul de vegetație predominantă.

## Biotop
Biotopul semideșerturilor este foarte asemănător cu cel al deșerturilor. Astfel temperatura este una foarte ridicată, depășind uneori ziua în timpul verii 30 °C, iar iarna temperatura medie este de 4 °C. Luminozitatea este una ridicată. Anual cad 400-500 mm de precipitații, în special vara.

## Flora
Flora este mai bogată decât cea a deșertului. Vegetația este repartizată neuniform. În semideșert sunt multe specii de plante, precum:
- Arbuști:
  - Coleogyne ramosisima;
  - Artemisia tridentata;
  - Atriplex canescens;
- Ierburi perene:
  - Poa fendleriana;
  - Hilaria jamesii;
  - Tridens pilosus;
  - Tridens muticus.

## Fauna
Fauna semideșertului este destul de variată, cuprinzând mai multe specii:
- Zoofage sau carnivore:
  - Puma americană,
  - Linxul,
  - Coiotul,
  - Vulpe cenușie,
  - Sconcsul;
- Fitofage sau ierbivore:
  - Ratonul,
  - Oposumul.

## Alte articole
- Clasificarea climatică Köppen
- Climat temperat-continental
- Dust Bowl (un timp al anilor 1930, caracterizat de furtuni de nisip devastatoare din zonele semiaride al Marilor Câmpii ale Statelor Unite și ale preriilor din Canada
- Linia lui Goyder (linie de demarcație între climatul ne-arid (la sud) și semiarid la nord, în statul australian Australia de Sud
- Triunghiul lui Palliser (în engleză Palliser's Triangle), zonă semiaridă de stepă, ocupând o porțiune semnificativă a vestului Canadei. "Triunghiul" a ocupă partea sudică a provinciilor preriei canadiene (în engleză, Prairie Provinces), Saskatchewan, Alberta și Manitoba, parte a Regiunii Marilor Câmpii (în engleză, Great Plains)
- Undă